# Бевз Олексій Германович
Олексій Германович Бевз (1 січня 1960, Усть-Каменогорськ, Казахська РСР, СРСР) — радянський хокеїст, захисник або нападник. Переможець молодіжного чемпіонату світу.

## Біографічні відомості
Вихованець усть-каменогорського «Торпедо». Третій призер юнацької першості 1977 року і другий призер молодіжного чемпіонату 1978. Срібний чемпіонату Європи серед юніорів 1978 року. Переможець молодіжної першості світу 1980 року. Найбільш відомими серед його партнерів стали олімпійські чемпіони Володимир Крутов, Ігор Ларіонов і Сергій Свєтлов.
Виступав за клуби «Торпедо» (Усть-Каменогорськ), «Динамо» (Мінськ), «Динамо» (Харків), «Кренгольм» (Нарва) і «Таллекс» (Таллінн). У першій лізі провів 387 матчів (48+32), у другій — понад 114 матчів (31 гол). протягом п'яти сезонів захищав кольори фінських команд другого дивізіону «Сапко» і «Лайпа». Мешкає у Фінляндії.

## Досягнення
- Чемпіон світу серед молоді (1): 1980
- Віце-чемпіон юніорського чемпіонату Європи (1): 1978

## Статистика
У чемпіонаті СРСР:
| Сезон                | Клуб                          | Ліга                 | І   | Г  | П  | О  | ШХ  |
| -------------------- | ----------------------------- | -------------------- | --- | -- | -- | -- | --- |
| 1977-78              | «Торпедо» (Усть-Каменогорськ) | СРСР-3               | -   | 2  | -  | -  | -   |
| 1978-79              | «Торпедо» (Усть-Каменогорськ) | СРСР-3               | 37  | 4  | 5  | 9  | 65  |
| 1979-80              | «Торпедо» (Усть-Каменогорськ) | СРСР-3               | 38  | 3  | 2  | 5  | 42  |
| 1980-81              | «Торпедо» (Усть-Каменогорськ) | СРСР-2               | 58  | 2  | 4  | 6  | 46  |
| 1981-82              | «Динамо» (Мінськ)             | СРСР-2               | 18  | 3  | 3  | 6  | 16  |
| 1981-82              | «Динамо» (Харків)             | СРСР-3               | 14  | 1  | 3  | 4  | 20  |
| 1981-82              | «Динамо» (Харків)             | СРСР-3               |     | 1  |    |    |     |
| 1982-83              | «Динамо» (Харків)             | СРСР-2               | 67  | 5  | 6  | 11 | -   |
| 1983-84              | «Динамо» (Харків)             | СРСР-2               | 51  | 7  | -  | -  | -   |
| 1984-85              | «Динамо» (Харків)             | СРСР-2               | 49  | 3  | 1  | 4  | 34  |
| 1985-86              | «Кренгольм» (Нарва)           | СРСР-3               | -   | 13 | -  | -  | -   |
| 1986-87              | «Таллекс» (Таллінн)           | СРСР-3               | 19  | 6  | 3  | 9  | 12  |
| 1987-88              | «Таллекс» (Таллінн)           | СРСР-2               | 72  | 12 | 8  | 20 | 44  |
| 1988-89              | «Таллекс» (Таллінн)           | СРСР-2               | 72  | 16 | 10 | 26 | 72  |
| 1989-90              | «Кренгольм» (Нарва)           | СРСР-3               | 6   | 1  | 3  | 4  | 4   |
| Всього в першій лізі | Всього в першій лізі          | Всього в першій лізі | 387 | 48 | 32 | 80 | 212 |

У юніорській і молодіжній збірних:
| Рік  | Команда          | Турнір | Місце | І | Г | П | О | ШХ |
| ---- | ---------------- | ------ | ----- | - | - | - | - | -- |
| 1978 | СРСР (юніорська) | ЮЧЄ    |       | 5 | 0 | 1 | 1 | 4  |
| 1980 | СРСР (молодіжна) | МЧС    |       | 5 | 0 | 1 | 1 | 4  |